# Kościół św. Idziego i św. Bernarda oraz Klasztor Franciszkanów w Głubczycach
Kościół świętego Idziego i świętego Bernarda oraz Klasztor Franciszkanów – rzymskokatolicki kościół oraz klasztor należące do prowincji św. Jadwigi Zakonu Braci Mniejszych.

## Historia zespołu klasztornego
Zespół klasztorny został ufundowany w 1448 roku przez ostatniego księcia – Przemyślidę opawsko-głubczyckiego Jana III Głubczyckiego. Pierwotnie były to budowle drewniane. W 1476 roku, w czasie pożaru Głubczyc, kościół i klasztor spłonęły. Zostały odbudowane jako kamienne z fundacji tego samego księcia Jana III Głubczyckiego. Obecny zespół klasztorny powstał w latach 1753-1770 i został zaprojektowany przez prudnickiego architekta Jana Innocentego Töppera. W jego skład wchodzą: kościół pod wezwaniem świętego Idziego i świętego Bernarda reprezentujący styl barokowy i charakterystyczny klasztor.

## Architektura klasztoru
Klasztor jest złożony z czterech skrzydeł i zbudowany na planie czworokąta z wirydarzem pośrodku. Nad portalem świątyni jest umieszczone płaskorzeźbione godło zakonu franciszkanów – skrzyżowane ramiona Jezusa Chrystusa i św. Franciszka z Asyżu. Budowla jest jednonawowa i posiada wyposażenie w stylu barokowo-rokokowym. Do klasztoru dobudowany jest budynek powstały w 1752 roku, mieszczący dawniej gimnazjum.